# Catripulli

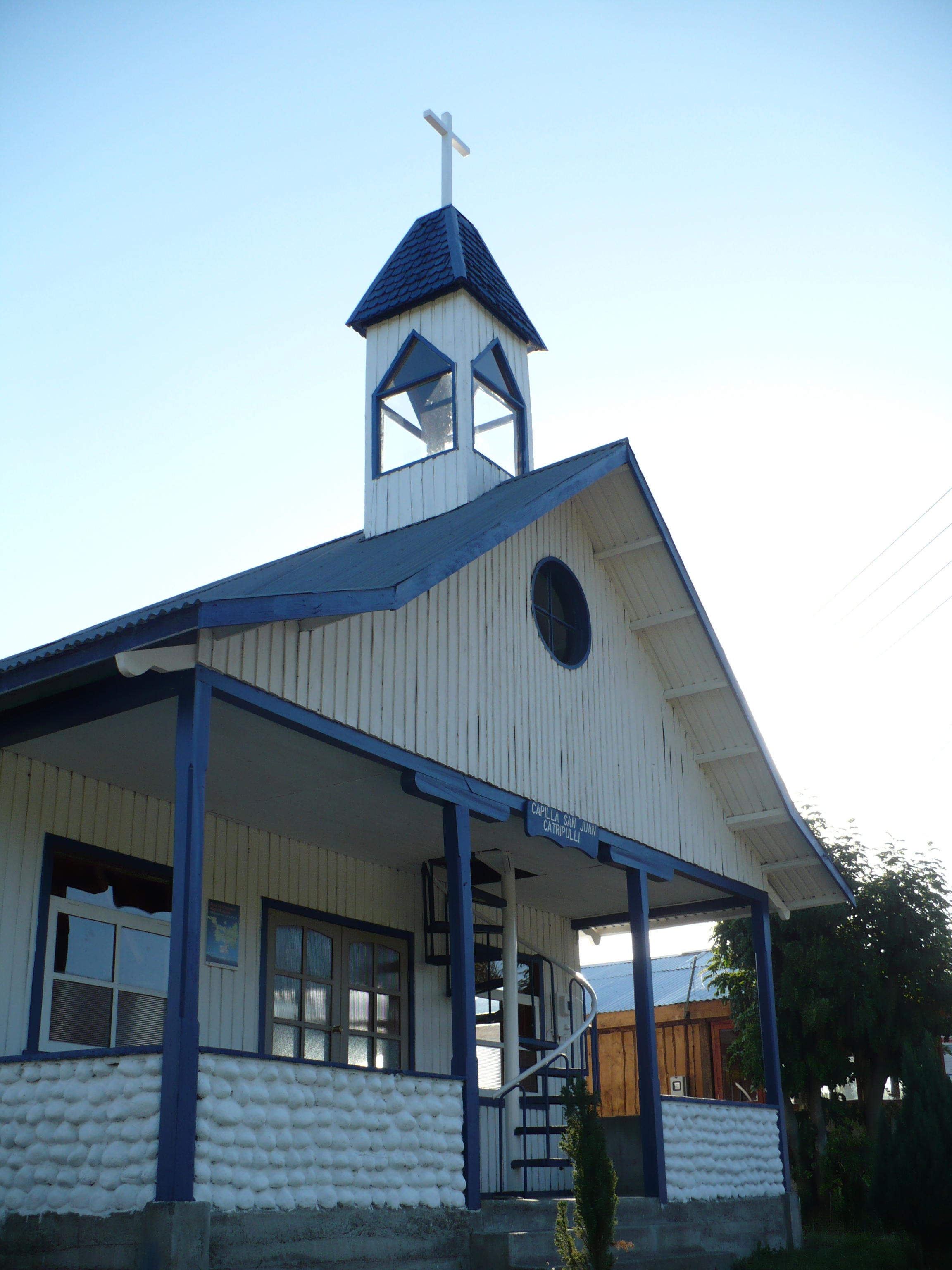
Capilla San Juan de Catripulli.

Catripulli (mapudungún: zona limitada por quebradas) es una localidad chilena ubicada en la comuna de Curarrehue, provincia de Cautín, región de la Araucanía.
Está emplazada en el valle del río Trancura, entre Pucón y la localidad de Curarrehue. Puede accederse a ella a través de la Ruta CH-199, a 25 kilómetros de la ciudad de Pucón.
Entre sus actividades económicas están la agricultura, la ganadería, y el turismo, particularmente relacionado con los baños termales y el turismo aventura.